# Roman industriel

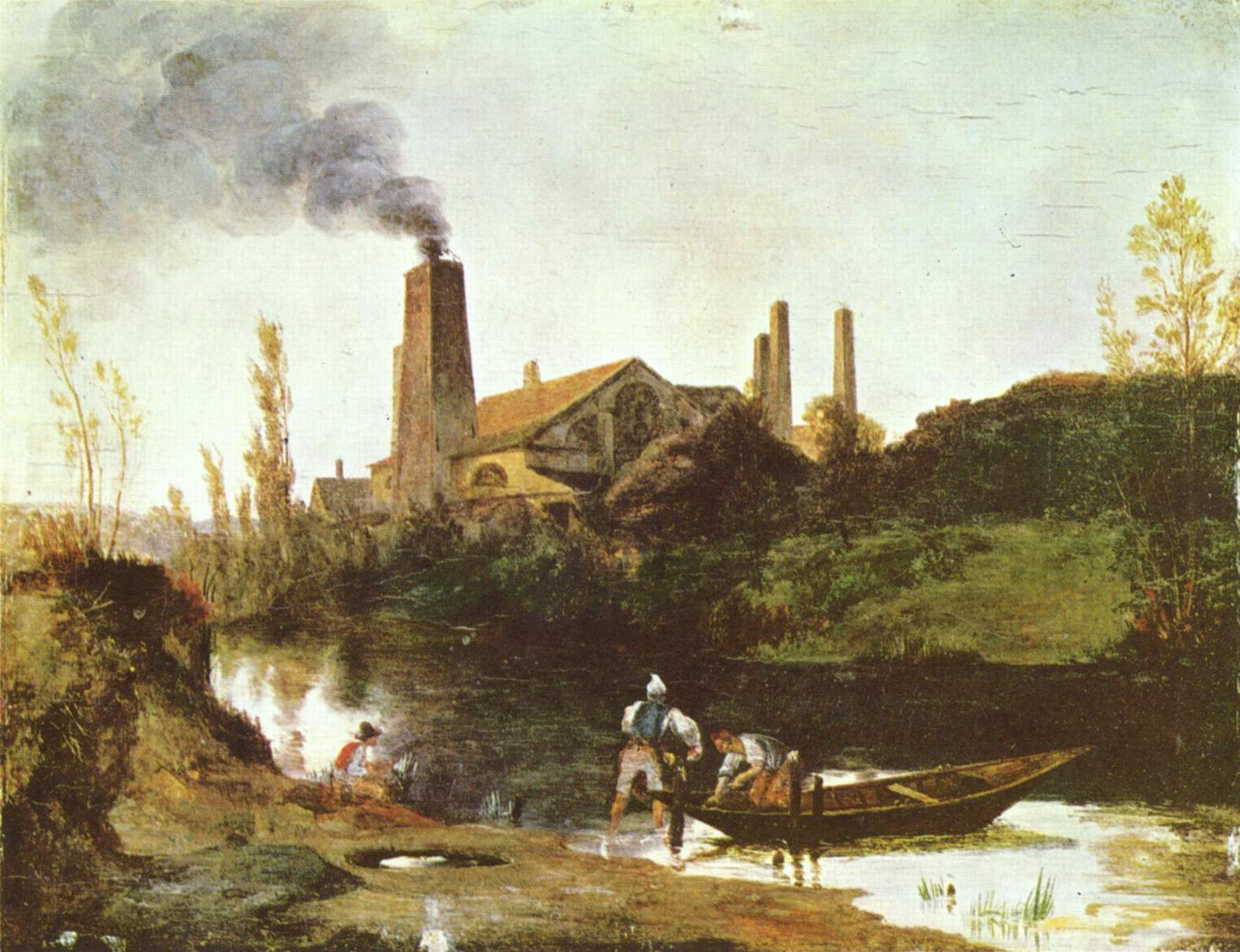
Carl Blechen : naissance du paysage industriel, vers 1830

Le roman industriel est un genre littéraire qui fait son apparition au début de l'ère victorienne en Grande-Bretagne. Classé dans la catégorie plus vaste du roman social, il décrit le déclin d’un monde essentiellement rural gagné par de nouvelles formes de production et d'urbanisation et aborde les difficultés dans lesquelles se débattent les ouvriers non seulement pour survivre mais aussi pour défendre leur humanité pendant et après la révolution industrielle. Certains romans industriels témoignent de sympathie pour le chartisme et les formes d’action pacifiques comme la grève.

## Auteurs anglophones
Parmi les exemples qui illustrent ce genre on peut citer  Benjamin Disraeli avec Sybil, or the Two Nations (1845), qui fait la peinture d'une utopie industrielle ; Elizabeth Gaskell avec Mary Barton (1848), et plus tard North and South (1854) ; Charles Kingsley avec Alton Locke (1849) ; Charles Dickens avec Hard Times (1854) ; George Eliot avec Felix Holt (1866).

Certains romans mettent en scène non seulement la vie quotidienne des travailleurs mais encore le mouvement social qui structure leur combat : le héros d’Alton Locke adhère au chartisme, et l’intrigue du roman permet à Kingsley de dénoncer l'injustice sociale dont sont victimes les travailleurs de l'industrie textile, ainsi que les misères des ouvriers agricoles. Kingsley avait participé au mouvement chartiste dans les années 1840 et il se sert de cette expérience dans le roman. Hard Times fait également allusion au mouvement chartiste mais sous un angle tout à fait différent. Le roman dénonce les conditions de vie faites aux ouvriers, s'en prend aux patrons exploiteurs, au mouvement utilitariste de Jeremy Bentham et aux agitateurs que Dickens accuse de manipuler les travailleurs à des fins politiques. 
Une partie du roman de David Lodge, Nice Work (1988) renoue avec la tradition du roman industriel en Grande-Bretagne.
Aux États-Unis, c’est encore une femme, Rebecca Harding Davis, qui s’illustre dans le genre avec une nouvelle, Life in the Iron Mills (La Vie dans l'usine sidérurgique) publiée en 1861.

## En Allemagne
La révolution industrielle est également source d'inspiration en Allemagne, d'abord de façon négative lorsque les auteurs romantiques dénoncent le divorce qu'elle introduit entre l'homme et la nature. En 1843 paraît le premier roman que l'on peut qualifier de « roman industriel », Le Fer, l'or et l'esprit (Eisen, Gold und Geist) de Ernst Willkomm. En 1845, il publie encore Esclaves blancs, ou les souffrances du peuple (Weisse Sklaven oder die Leiden des Volkes) qui fait entrer le paysage industriel dans le roman allemand.

## En France
Le terme est parfois employé en France pour qualifier des œuvres telles que La Ville noire (1862), de George Sand,. La Fortune de Gaspard, roman de la comtesse de Ségur paru en 1866 est à sa façon un « roman industriel » qui marque la transition entre une France paysanne et une France ouvrière. Le terme apparaît parfois à propos de certains romans de Zola, notamment Germinal. L’industrie se taille généralement dans la littérature française une place moins importante que dans d’autres pays européens. Parmi les auteurs ayant abordé ce thème, on trouve des romanciers marqués par le paysage industriel qui les a entourés, comme le Roubaisien Maxence Van der Meersch, ou des auteurs à préoccupations sociales comme François Bon.
L’expression est d’un emploi délicat en français car elle sert également, dans un sens péjoratif, à désigner des œuvres aux ambitions littéraires réduites au profit d’objectifs commerciaux, qui seraient fabriquées de manière « industrielle » par opposition à une littérature « artisanale ». Le roman-feuilleton ou la « littérature de gare » entrent dans ce cadre.

## En Belgique
Camille Lemonnier, délaissant la Flandre comme tableau de son roman, dédie au naturaliste Émile Zola, Happe-Chair (1886). Le "Zola belge" y décrit la classe ouvrière dans les usines sidérurgiques du Centre du pays. Georges Eekhoud quant à lui, garde cette Flandre comme fond, en situant La Nouvelle Carthage (1888) à Anvers. On y suit la vie de Laurent Paridael de l'usine aux bas-fonds du port, en passant par la banlieue. Pour la réédition de 1893, l'auteur le retouche, finissant de confirmer sa sympathie pour le monde des paysans ou des ouvriers, en ajoutant les chapitres : Les Émigrants, Contumace, La Bourse, Le Carnaval et La Cartoucherie. Les Villes tentaculaires (1895) est un recueil de poésie écrit par Émile Verhaeren, dans lequel il fait un blâme des villes qui s’agrandissent et « vident » les campagnes. On y trouve aussi de superbes formules d'espérance et de confiance dans l'avenir. Mais c’est également une étude de la vie dans une grande ville moderne. Émile Vandervelde, homme politique belge, écrivit sur le socialisme. Moins connu, Cornelia Hubertina Doff, dite Neel Doff évoque aussi les ouvriers et les plus pauvres dans ses romans (notamment sa trilogie autobiographique Jours de famine et de détresse (1911), Keetje (1919) et Keetje trottin (1921)) et s'engage dans le socialisme. Stijn Streuvels, également néerlandophone, évoque le modernisme qui envahit la Flandre dans De teleurgang van den Waterhoek (en français : Le Déclin du Waterhoek (1927). Quant à celui que l'on compare à Maupassant, Cyriel Buysse, il évoque l'arrivée de la machine dans un village dans un de ses rares romans traduits en français : C'était ainsi... (Zooals het was... - 1921). Plusieurs romans de l'écrivain flamand Louis Paul Boon prennent place dans un milieu industriel, souvent à Alost, ville natale de Boon où plusieurs industries du textile. C'est par exemple le cas de De Kapellekensbaan et de Pieter Daens.